# KIO
A KIO (KDE Input/Output) a fájlokhoz, weboldalakhoz és más erőforrásokhoz való hozzáférést nyújt egy egyszerű és konzisztens API-n keresztül. Része a KDE-architektúrának. Ezen keretrendszer felhasználásával készült alkalmazások (pl. Konqueror) képesek távoli szervereken tárolt fájlokon éppen ugyanúgy működni, mint a lokálisan tároltakon. Ez teszi lehetővé, hogy az olyan fájlmenedzserek, mint amilyen a Konqueror, éppúgy lehessenek sokoldalú és erőteljes fájlmenedzserek, mint webböngészők. 
A KIO-kiszolgálók olyan programok, melyek támogatást nyújtanak egyes protokollokhoz (pl.HTTP, FTP, SMB, SSH, FISH, SFTP, SVN, TAR).
A KInfoCenterben a protokollok oldala kilistázza a gépen elérhető protokollokat.

## Fordítás
Ez a szócikk részben vagy egészben  a   KIO című angol Wikipédia-szócikk ezen változatának fordításán alapul.  Az eredeti cikk szerkesztőit annak laptörténete sorolja fel. Ez a jelzés csupán a megfogalmazás eredetét és a szerzői jogokat jelzi, nem szolgál a cikkben szereplő információk forrásmegjelöléseként.